# Phalaenopsis sanderiana
Phalaenopsis sanderiana (возможные русские названия: фаленопсис Сандера или фаленопсис зандериана) — эпифитное травянистое растение семейства Орхидные.
Вид не имеет устоявшегося русского названия, в русскоязычных источниках используется научное название Phalaenopsis sanderiana.

## Синонимы
По данным The Plant List:
- Phalaenopsis alcicornis Rchb.f. 1887
- Phalaenopsis sanderiana f. alba (A.H.Kent) Christenson
- Phalaenopsis sanderiana var. marmorata Rchb.f.

## Природныевариации
- Phalaenopsis sanderiana f. alba Veitch 1892
- Phalaenopsis sanderiana f. marmorata Rchb.f. 1883
- Phalaenopsis sanderiana subvar.punctata Veitch
- Phalaenopsis sanderiana var. coerulea

## История описания иэтимология
Этот вид орхидей найден в 1882 г. известным коллекционером и сборщиком орхидей Карлом Ребелином (Carl Roebelen). Растение было отправлено Сандеру, где зацвело в 1883 году. Второе цветение зарегистрировано в коллекции Ротшильда в 1883 году.
 Позже популяция Phalaenopsis sanderiana была найдена сборщиком орхидей — Бёрком, работавшим на фирму Вейча. 
 Вид описан Генрихом Райхенбахом в 1882 г. В мае 1883 г. вышла его статья, эта орхидея была названа им самой красивой из тех, что ему приходилось видеть. Первые цветущие растения представленные на выставке в Англии получили награды Королевского садоводческого общества. 

С момента находки первого растения и до наших дней Phalaenopsis sanderiana подвергается мощнейшему прессингу со стороны человека. Так, первая партия орхидей этого вида (21 тысяча растений), собранная Ребелином для фирмы Сандера, была почти полностью уничтожена налетевшим ураганом. В настоящее время, несмотря на предпринимаемые попытки охраны вида, его природная популяция сокращается. 

Растение названо в честь английского цветовода Сандера.

Подробнее о истории описания в the Orchid Review 1939.

## Биологическое описание

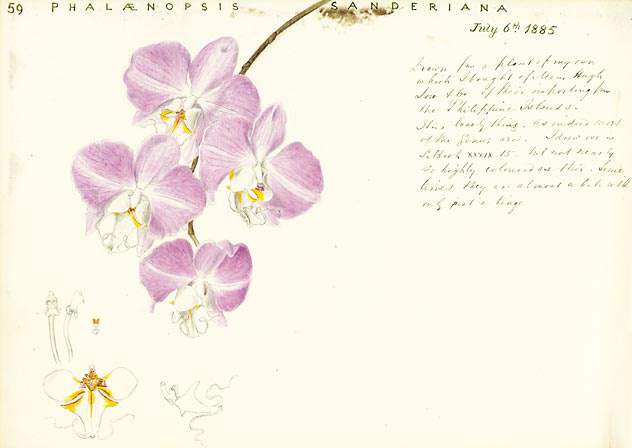
Phalaenopsis sanderiana Rchb.f. 1883

Моноподиальный эпифит средних размеров.

Стебель короткий, скрыт основаниями 1-6 листьев.
Корни гладкие, толстые, хорошо развитые. 

Листья толстые, овальные, заостренные на концах, темно-зеленые с красивым рисунком пепельно-серого цвета, длиной 15-25 см, шириной 6-10 см.

Цветонос длинный, ветвящийся, красно-коричневый, несет 12-50 цветков, до 80 см в длину. 

Цветки около 7,5 см в диаметре, без запаха, окраска лепестков варьирует бело-розового до розового. Окраска губы так же разнообразна. Может быть белой, желтоватой, коричневатой, с желтыми или красноватыми пятнами. 
 Цветки не увядают около месяца, раскрываются последовательно. Цвести может круглый год, пик цветения весной и летом. 

В прошлом из-за сходства цветков Phalaenopsis sanderiana принимали за естественный гибрид между Phalaenopsis aphrodite и Phalaenopsis schilleriana и за островную форму Phalaenopsis aphrodite.

## Ареал, экологические особенности
Остров Минданао (Филиппины). Эндемик. 

В местах естественного произрастания сезонных температурных колебаний практически нет. Круглый год дневная температура около 29-32°С, ночная около 21-23°С. 
 Относительная влажность воздуха около 80 %. 
 Сухого сезона нет. 

Относительно редок. Относится к числу охраняемых видов (второе приложение CITES).

## В культуре
Температурная группа — теплая. Для нормального цветения обязателен перепад температур день/ночь в 5—8°С. При содержании растений в прохладных условиях наблюдается остановка роста.
Требования к свету: 1000—1200 FC, 10760—12919 lx.
Общая информация о агротехнике в статье Фаленопсис.
Активно используется в гибридизации.

## Первичныегибриды(грексы)
- Alger — aphrodite × sanderiana (Vacherot) 1930
  - syn. Yoshino — aphrodite × sanderiana (Iwasaki) 1924
- x amphitrite — sanderiana х stuartiana (Естественный гибрид) 1856
- Doc Charles — sanderiana х amboinensis (John H Miller) 1961
- Gerserana — sanderiana х sumatrana (Marcel Lecoufle) 1981
- Grand Conde — sanderiana х schilleriana (Vacherot & Lecoufle) 1929
- Hans Burgeff — sanderiana х violacea (Royal Botanical Garden Peradeniya) 1960
- Hebe — equestris х sanderiana (Veitch) 1897
- Hiroshima Sandesta — sanderiana х modesta (Masao Kobayashi) 1994
- Liliana — sanderiana х pantherina (Atmo Kolopaking) 1984
- Lokelani — cornu-cervi х sanderiana (Oscar Kirsch) 1949
- Mrs. J. H. Veitch — lueddemanniana х sanderiana (Veitch) 1899
- Nicole Dream — fuscata х sanderiana (Luc Vincent) 2002
- Ovin Hendriyanti — sanderiana х corningiana (Atmo Kolopaking) 1982
- Philisander — philippinensis х sanderiana (Marcel Lecoufle) 1993
- Purple Surprise — sanderiana х bellina (P. Lippold) 2006
- Robert W. Miller — lindenii х sanderiana (John H Miller) 1960
- San Shia Tetra — tetraspis х sanderiana (Hou Tse Liu) 2000
- Sanderfas — fasciata х sanderiana (Luc Vincent) 2004
- Sanderosa — sanderiana х venosa (Kenneth M Avant) 1989
- Sandman — mannii х sanderiana (Fredk. L. Thornton) 1967
- Sandriata — sanderiana х fimbriata (Fredk. L. Thornton) 1980
- Sunday Java — sanderiana х javanica (Hou Tse Liu) 1997
- Talisman — sanderiana х mariae (Lewis C. Vaughn) 1962
- Versailles — rimestadiana х sanderiana (Vacherot & Lecoufle) 1923